# Marko Bačak
Marko Bačak (Berlino, 14 novembre 1995) è un cestista tedesco con cittadinanza croata.